# Ciclo dei Prodi di Villa Castelnuovo

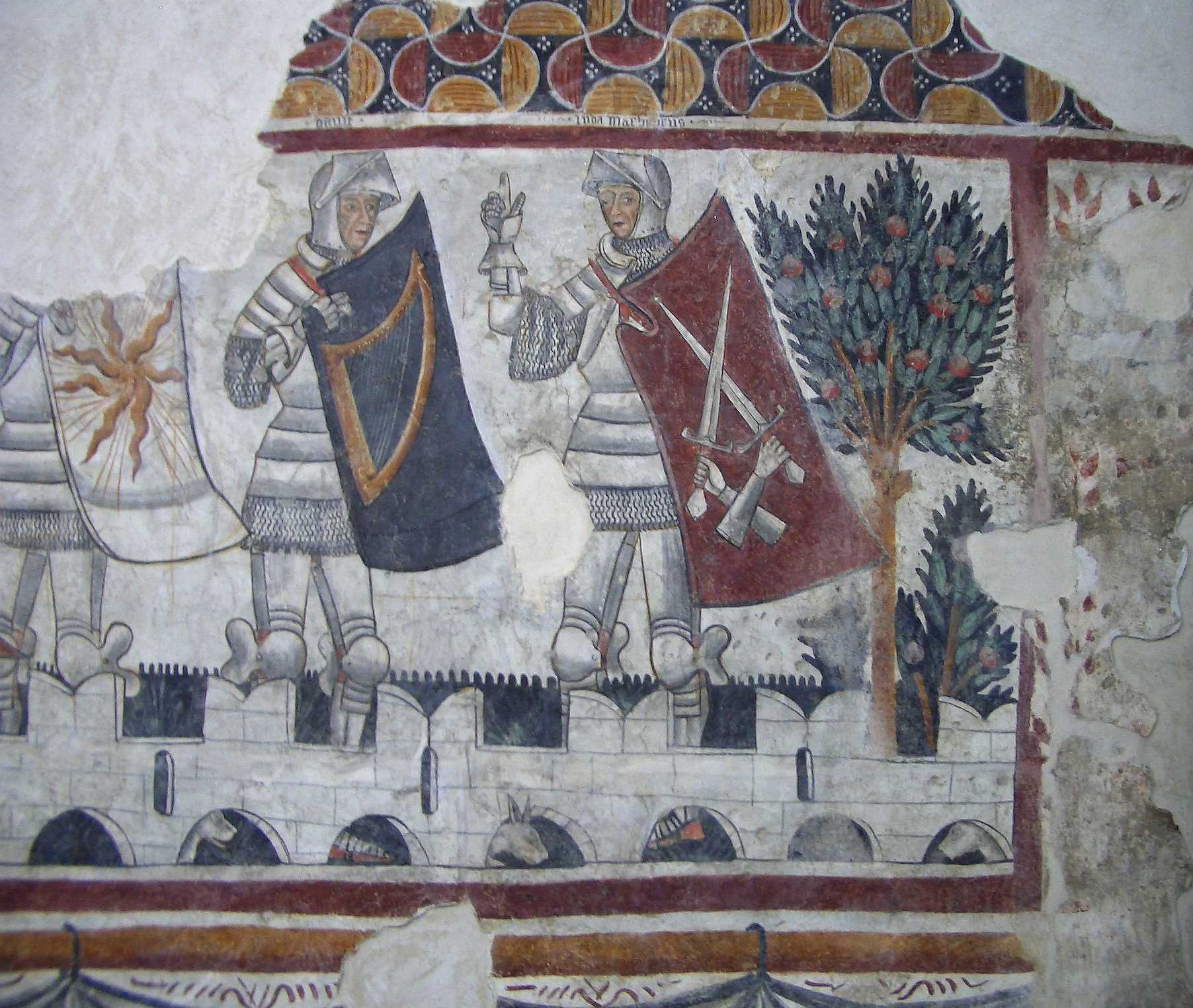
Immagine degli affreschi provenienti da Villa Castelnuovo

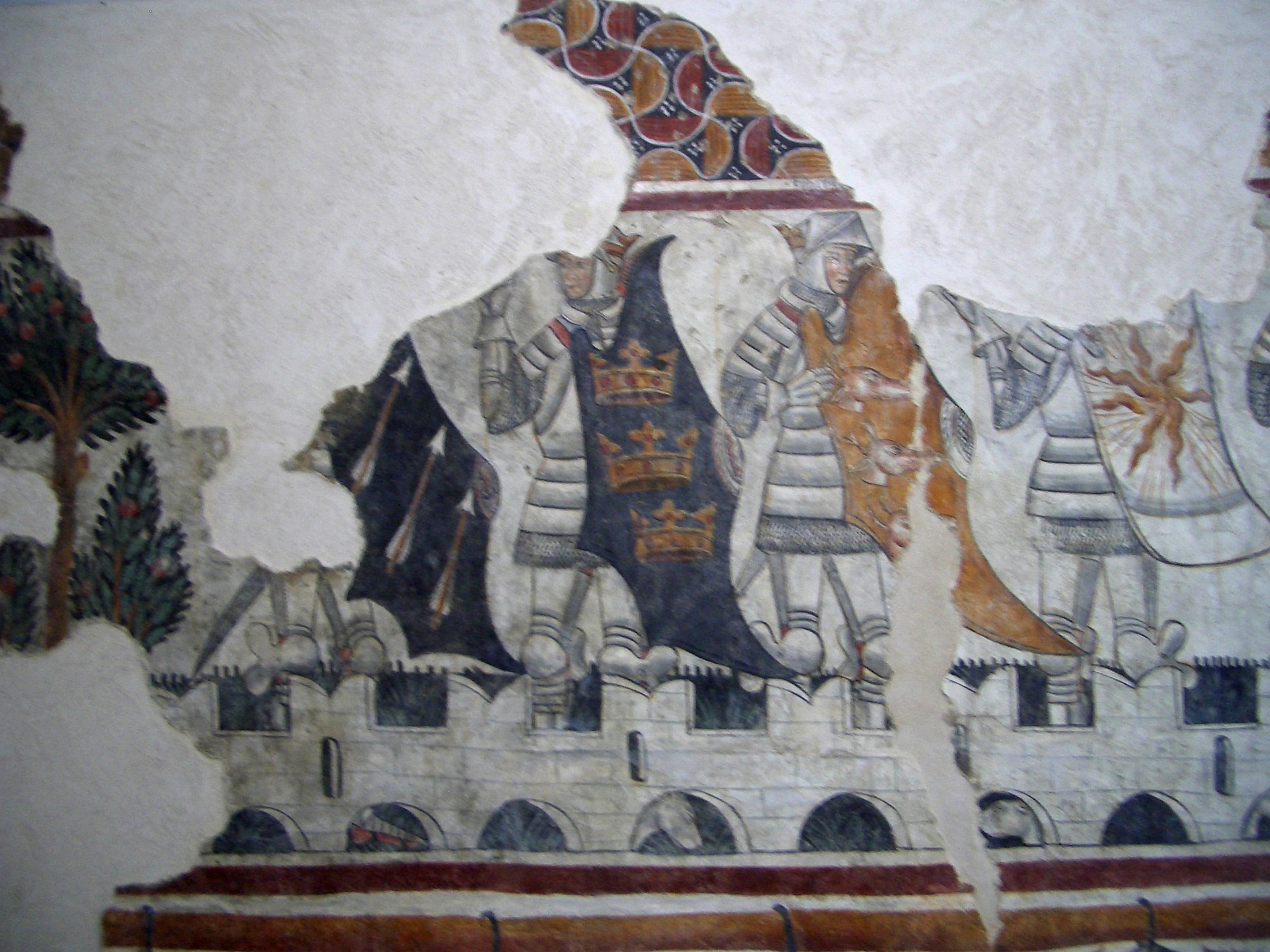
Immagine degli affreschi provenienti da Villa Castelnuovo

Il Ciclo dei Prodi di Villa Castelnuovo è un'opera affrescata databile verso la metà del XV secolo, venuta alla luce nei ruderi di quella che doveva essere la sala di rappresentanza del castello di Villa Castelnuovo nel comune di Castelnuovo Nigra. I dipinti che compongono il ciclo sono stati staccati, trasportati su pannello e restaurati; essi vengono ora conservati a Cuorgnè presso il Museo Archeologico del Canavese

## Storia e descrizione
Gli affreschi di Villa Castelnuovo, casualmente scoperti verso il 1980, costituiscono un'importante testimonianza di quella cultura cavalleresca che ancora verso la metà del XV secolo doveva essere assai viva presso le corti piemontesi.
Il tema dell'affresco è tra quelli più cari alla cultura cortese del tempo: si tratta delle raffigurazioni dei nove Prodi, vale a dire di eroi - tre pagani, tre ebrei, tre cristiani - attinti dalla tradizione letteraria antica.
Si tratta dunque dello stesso soggetto iconografico trattato, con una ben maggiore consapevolezza del raffinato linguaggio stilistico del gotico internazionale, nel Castello della Manta, nei pressi di Saluzzo.
Gli eroi antichi sono ritratti a grandezza naturale come cavalieri che, appena vestita l'armatura, sono pronti al combattimento. Quel che rimane dell'affresco recuperato mostra in maniera pressoché integrale quattro dei nove Prodi: si tratta di Giuda Maccabeo, Re Davide, Giulio Cesare ed un quarto eroe di cui non si è conservato il cartiglio, ma che può forse essere identificato (in virtù delle tre corone che compaiono sul suo scudo) con Re Artù. Di un quinto e di un sesto personaggio sono visibili solo parti delle armature e dello scudo: uno porta l'emblema del sole (cosa che potrebbe far pensare che si tratti di Giosuè), l'altro quello delle tre frecce.
Nulla è rimasto degli altri tre eroi che erano dipinti sulla stessa parete ed è impossibile formulare ipotesi relative alla presenza o meno sulle altre pareti delle Eroine che accompagnano talvolta, come alla Manta, la raffigurazione dei Prodi.
Il linguaggio pittorico di questi affreschi appare - soprattutto se confrontato con quello del Maestro del Castello della Manta - piuttosto ingenuo, anche se non privo di invenzioni sceniche e di attenzione realistica a determinati dettagli.
Gli eroi si ergono dagli spalti merlati di un castello, indossano (dipinte con sufficiente realismo) armature che erano in uso nel tempo e che, attraverso la visiera alzata dell'elmo, lasciano vedere il loro volto. L'attenzione alle insegne, cara alla cultura cortese cavalleresca, si esprime nella cura con la quale sono dipinti i grandi scudi colorati. Ad impreziosire la parata dei Prodi, compaiono in mezzo a loro alcuni alberi di melograno, mentre dalle aperture ad arco poste sotto i merli del castello, fanno capolino le teste di alcuni cani di razza.

La scena è delimitata in basso da falsi tendaggi ed in alto da un ampio motivo decorativo composto da forme geometriche intrecciate, di colore rosso e giallo ocra.
In riferimento all'autore del ciclo pittorico di Villa Castelnuovo, databile nel secondo quarto del XV secolo, la critica ha proposto, sulla base di considerazioni storiche e stilistiche che appaiono sufficientemente provanti, una sua possibile identificazione con Giacomino da Ivrea

Se la proposta attributiva è corretta, il catalogo del pittore eporediese viene ad arricchirsi di un'opera che lo qualifica come pittore di scene cortesi dotato di un linguaggio pittorico che appare per certi versi superiore a quello dimostrato nei suoi molteplici affreschi dedicati all'arte sacra.